# 爱情计划
《爱情计划》（羅馬化：Paen Ruk Huk Karn Loong）是一部由Color Entertainment制作，泰貢·甘堤及玛丽琳·凯特·甘能领衔主演的泰国浪漫爱情喜剧。2025年5月6日起，週一至週五晚間七點於泰国第3电视台首播。

## 演员阵容

### 主要演员
- 泰貢·甘堤（Pop） 飾演  Khetphana Phayakkha（Mee）[2]
- 帕维什·温侬（Mac） 飾演  Khetchon Phayakkha（Muek）[2]
- 查雅妮·彩佳容（Tita） 飾演  Talaydao（Pladao）[2]
- 玛丽琳·凯特·甘能（Kate） 飾演  Namphueng[2]

### 其他演员
- 史密斯·利希马萨库
- 彩尼查·萍彤
- 西琳娜·维迪亚芙
- 威威迪·巴沃隆凯拉霆卡州恩
- 帕拉达·楚查瓦乔迪功
- 塔莎万·社尼翁·那·阿育塔亚
- 那坤·洛加耐
- Chamaiporn Sitthiworanang
- 颂集·宗触霍（英语：Somjit Jongjohor）
- 纳希瓦·诺皮隆猜

## 制作
- 2022年8月16日，剧组正式开机。
- 2023年2月22日，剧组正式杀青[3]。